# Miguel de Azcuénaga
Miguel de Azcuénaga o bien Miguel Ignacio de Azcuénaga (Buenos Aires, Virreinato del Perú, Imperio Español, 4 de junio de 1754 – ib., Confederación Argentina, 19 de diciembre de 1833) fue un militar y político argentino, que se destacó como vocal de la Primera Junta de Gobierno patrio y fue el primer  Gobernador intendente de la Intendencia de Buenos Aires, luego de la Revolución de Mayo.

## Biografía
Miguel Ignacio de Azcuénaga nació el 4 de junio de 1754 en la ciudad de Buenos Aires, capital de la gobernación del Río de la Plata, que formaba parte del Virreinato del Perú.
Su padre fue Vicente de Azcuénaga (natural de la localidad española de Dima, en el señorío de Vizcaya), y su madre fue Rosa de Basavilbaso de Urtubia y Toledo ―hija de Domingo de Basavilbaso y de Ignacia de Urtubia y Toledo, descendiente de Gabriel de Toledo y por la esposa de este último, Ana Ramírez de Figueroa y Vozmediano (correntina), descendiente de Úrsula de Irala (nacida en Asunción, Paraguay, hija del célebre conquistador y gobernador Domingo Martínez de Irala y de la guaraní Leonor, hija del cacique Moquiracé)― que por su especial belleza y su prestigio social, fue la niña mimada de la sociedad porteña.
Miguel de Azcuénaga se casó en 1795 con su prima Rufina de Basavilbaso, hija de Manuel Basavilbaso y Francisca Garfias.
Su hermana, Flora de Azcuénaga, estaba casada con Gaspar de Santa Coloma y su otra hermana, Ana de Azcuénaga, con Antonio Olaguer Feliú, virrey del Río de la Plata (1797-1799). Mientras que la hermana de Rosa Basavilbaso y Uturbia, María Victoria, estaba casada con el vasco Domingo Ignacio Urien.
Cursó sus estudios en Málaga y Sevilla (España). En 1773, a su regreso a Buenos Aires (Virreinato del Perú), se incorporó al ejército como subteniente de artillería. Luchó contra los portugueses en la Banda Oriental (actual Uruguay).
En 1776 el Virreinato del Perú se dividió en dos, y la región sur (actuales Argentina, Bolivia, Paraguay y Uruguay) se denominó Virreinato del Río de la Plata. Al año siguiente (1777) Azcuénaga fue nombrado regidor del Cabildo de Buenos Aires.
En 1802 alcanzó el grado de coronel y fue designado comandante del Batallón de Voluntarios de Infantería de Buenos Aires.
En 1806 y 1807 tuvo un papel activo en las dos Invasiones inglesas.
En 1810 participó en la Revolución de Mayo, siendo elegido vocal de la Primera Junta el 25 de mayo. La Junta le encargó la organización y refuerzo de las milicias, reclutando a la fuerza para el servicio de las armas a los hombres sin ocupación de Buenos Aires, genéricamente llamados «vagos y mal entretenidos».
A raíz de la revolución del 5 y 6 de abril de 1811 fue desterrado a la provincia de San Juan por simpatizar con las posturas de Mariano Moreno.
Al año siguiente regresó a Buenos Aires, donde desempeñó diversos cargos públicos.
El 13 de enero de 1812 el Primer Triunvirato lo nombró por primer  Gobernador intendente de la Intendencia de Buenos Aires, luego de la Revolución de Mayo.
En 1818 fue nombrado jefe de Estado Mayor y en 1819 participó en el Congreso de Tucumán, que sancionó la Constitución unitaria que no llegó a regir. 
En 1828 representó a la Argentina en las negociaciones que siguieron a la Guerra del Brasil. Al año siguiente fue expulsado de Buenos Aires por orden del general unitario Juan Lavalle.

### Fallecimiento
Miguel Azcuénaga falleció el 19 de diciembre de 1833, a los 79 años. Todavía se desempeñaba como legislador, en Buenos Aires.
Sus restos mortales descansan en el Cementerio de la Recoleta de la ciudad de Buenos Aires.

### Legado material

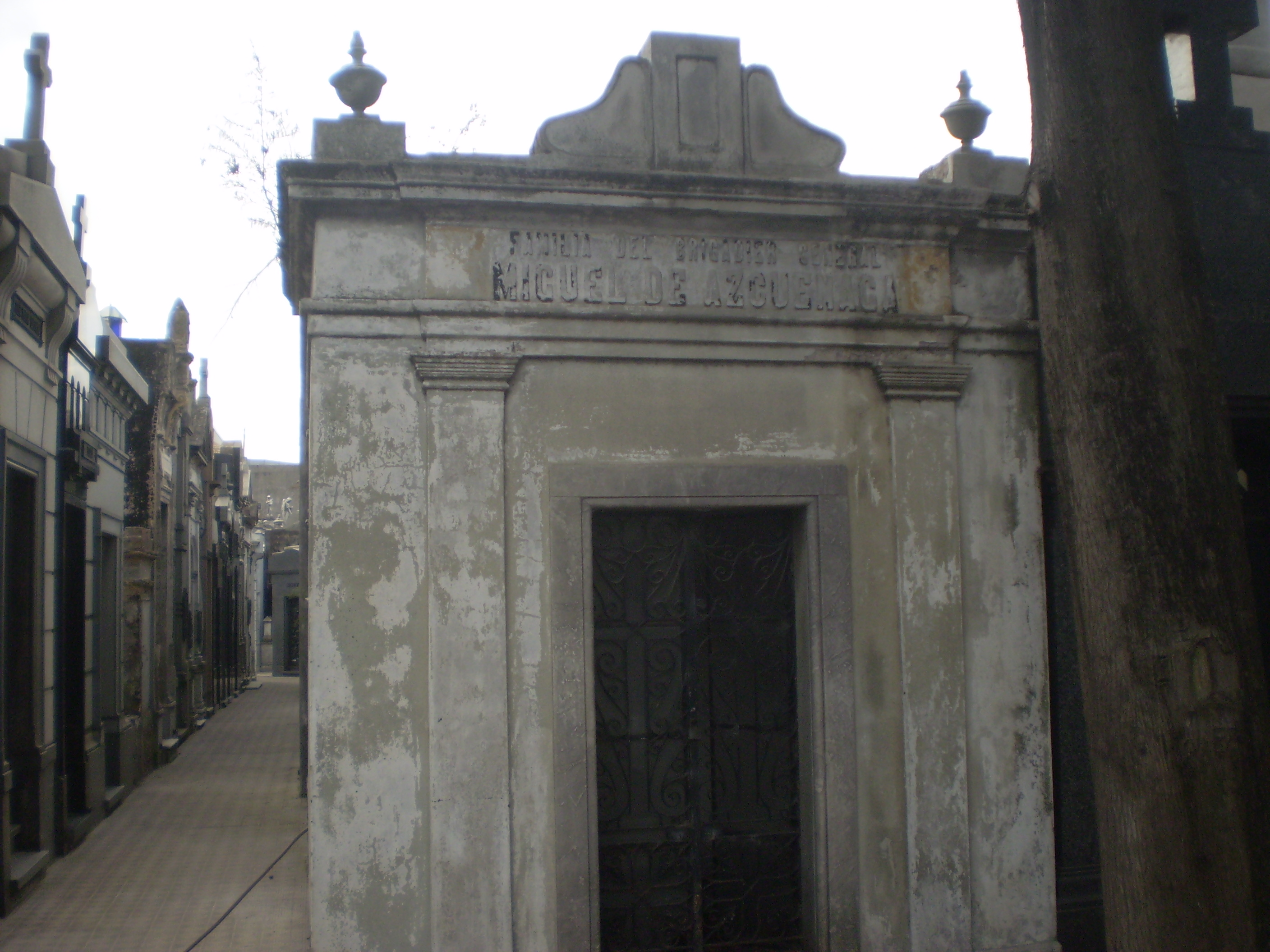
Su tumba en el cementerio de la Recoleta.

La quinta de Miguel de Azcuénaga ―en la localidad de Olivos, a solo 10 km al norte de la ciudad de Buenos Aires― fue construida por Prilidiano Pueyrredón. La heredó Carlos Villate Olaguer, quien la donó con la condición de que se convirtiese en la residencia presidencial